# 黄淑芬事件
黄淑芬事件，是因当事人黄淑芬数年拒绝赔付2015年10月一起交通事故受害人而引发舆论关注的事件。因其拒付行为恶劣，舆论也称其为“教科书式的老赖”。

## 经过
2015年10月6日，被告方黄淑芬驾车避让骑自行车横穿马路的三名骑车人，但将其中的赵香斌（1953年12月25日出生，原告方赵勇的父亲）撞成重伤（被诊断为特重型颅脑损伤，一级伤残），黄淑芬是平安保险唐山分部课长。事故发生后，黄淑芬仅赔偿赵家2.6万元。
2015年11月，赵家提起诉讼。2017年4月，唐山市丰润区人民法院开庭。6月8日，法院判决肇事者黄淑芬赔偿约93.6万元，扣除保险公司理赔和提前支付的2.6万元后，黄淑芬被“限判决生效后十日内给付”86万元，但黄淑芬却未表现出履行判决诚意，并称“我不赔，我不赔，我就是不赔嘛！你能拿我咋地？老娘就不赔”、“我买房买车了，还去泰国旅了个游，我没钱啦，你能拿我咋地？”其前夫：“放心，我们一个籽儿都不会赔给你的。”
11月18日，赵勇将其与黄淑芬的对话制作成《久等了！请看什么是教科书式的耍赖！》的视频在微博公开后，浏览量超4000万，转发超38万次、评论超过10万条，一时成为舆论关注焦点。12月1日，赵香斌去世，法医病理鉴定书显示，赵香斌死亡与此前的交通事故存在因果关系。随后，黄淑芬因涉嫌交通肇事罪被唐山市丰润区人民检察院批准逮捕，其涉嫌犯交通肇事罪一案立案。2018年6月，被告人黄淑芬因涉嫌交通肇事罪，被判处有期徒刑8个月，黄淑芬当庭表示将上诉。
2021年7月13日，原告方赵勇在其微博中透露，昨天法院通知，收到了黄淑芬的主动赔偿款500元钱，“这是判决生效四年来黄本人首次主动履行法律义务，目前还余约74万未履行。”

## 相关
- 中国执行信息公开网（失信被执行人、老赖）
- 中國平安